# Alberto Bárcena Pérez
Alberto Bárcena Pérez  (nascido em 1955 Madrid) é historiador, jornalista e ensaísta espanhol.

## Biografia
Bárcena é formada em direito pela Universidade Complutense de Madrid e possui doutorado em história contemporânea pela CEU San Pablo. Desde 2001, ele é professor no Instituto de Ciências Humanas Angel Ayala da CEU San Pablo University, onde lecionou as disciplinas de história das civilizações, história da Espanha, história social da Europa e da doutrina social da Igreja às faculdades de direito, economia e humanidades. Ele também foi professor na Universitas Senioribvs. Ele colaborou na Libertad Digital.
É autor de um livro sobre o monumento do Vale dos Caídos. Ele apresenta seu trabalho em conferências.

## Publicações
- A. Bárcena Pérez, La redención de penas en el Valle de los Caídos (2012) -Tesis doctoral-
- A. Bárcena Pérez, La guerra de la Vendée: una cruzada en la revolución (2014)
- A. Bárcena Pérez, Los presos del Valle de los Caídos (2015)
- A. Bárcena Pérez, Iglesia y masonería: las dos ciudades (2016)
- A. Bárcena Pérez, La pérdida de España. Tomo I: De la Hispania Romana al reinado de Alfonso XIII (2019)
- A. Bárcena Pérez, La pérdida de España. Tomo II: De la II República a nuestros días (2020)